# Dniproszyna
Dniproszyna (ukr. Дніпрошина) – ukraiński producent opon z siedzibą w Dnieprze.

## Historia
Fabryka powstaje w kwietniu 1961 w Związku Radzieckim.
W sierpniu 1994 r. Dniproszyna stała się spółką akcyjną.